# Pieter Frederik Waldeck
Pieter Frederik Waldeck (Den Haag, 17 januari 1805 – Arnhem, 9 maart 1880) was arts en officier van gezondheid in het Koninklijk Nederlands Indisch Leger.
Tijdens de Java-oorlog, op 12 juli 1827, bij Ranca in de vallei van de rivier Serajo, viel het detachement waarvan hij deel uitmaakte in een hinderlaag van de opstandelingen. Waldeck die gewonden verzorgde greep in toen hij zag dat een deel van de Nederlandse troepen op de vlucht sloeg. Hij hield hen staande en formeerde een eenheid die de in het nauw gebrachte detachementscommandant wist te ontzetten. Door zijn ingrijpen werd de commandant gered, een al verloren stuk geschut heroverd en werden de opstandelingen verdreven.
Voor dit wapenfeit tijdens de Java-oorlog werd Waldeck aanvankelijk eervol vermeld maar pas later, in 1845, benoemd tot ridder der 4de klasse der de Militaire Willems-Orde.
Op de lijst van het in opdracht van Waldeck in 1863 door Jacob Dirk van Herwerden (1806-1879) geschilderde paneel met een voorstelling van het gevecht op Java staan ook de Medaille van den Oorlog op Java 1825-1830 en het Metalen Kruis Vrijwilligers 1830-1831 afgebeeld. In 1830 meldde Waldeck zich als vrijwillig militair arts om met de ambulance van het leger van Prins Frederik naar België te gaan. In september-oktober van dat jaar verzorgde hij gewonden tijdens de bloedige gevechten voor de Schaarbeekse poort te Brussel en bij de ontruiming van Antwerpen. Het schilderij bevindt zich in de verzameling van het Museum van de Kanselarij van de Nederlandse Orden op het Loo.
2. Van Geldrop, Van Ingen, Sanders Verdiend Eerbetoon 60 jaar Stichting tot instandhouding van het museum van de kanselarij der Nederlandse orden 1956-2016 (Soesterberg 2016);
3. J.W. Van Petersen, ‘Van Zoete wijn en bittere medicijn, zes eeuwen gezondheidszorg in de Liemers en Doesburg  (Zutphen 1989);
4. Mars et Historia 18 (1984), nr.5, 149-156, Pieter Frederik Waldeck RMWO-4.